# Житомирський повіт (Волинська губернія)
Житомирський повіт  (пол. Powiat żytomierski, рос. Житомерский уезд) — адміністративно-територіальна одиниця у складі Київського воєводства Великого князівства Литовського та Речі Посполитої. А пізніше — у Волинській губернії Російської імперії в 1804—1925 роках. Адміністративний центр — місто Житомир.

## Імперські часи
Житомирський повіт у складі Волинської губернії займав значно більшу від нинішнього району територію, до якої входили частково або повністю сучасні Житомирський, Черняхівський, Хорошівський, Чуднівський, Пулинський, Романівський, Любарський, Андрушівський, Бердичівський, Ємільчинський і Коростенський райони і 5 сіл сучасного Коростишівського району.
На заході повіт межував з Новоград-Волинським, на півночі з Овруцьким повітами Волинської губернії, на сході з Радомишльським і Сквирським, на півдні з Бердичівським повітами Київської губернії і Вінницьким і Літинським повітами Подільської губернії. Займав площу 6740 верст² (понад 7 600 км²).
Згідно з переписом населення Російської імперії 1897 року в повіті проживало 433 859 чоловік. З них 62,4 % — українці, 14,28 % — євреї, 5,69 % — поляки, 10,82 % — німці, 5,9 % — росіяни, 0,6 % — чехи.
Всіх поселень було 657, не рахуючи повітового міста. Повіт поділявся на 23 волості, яких потім стало 20. Житомир як центр губернії та повіту власної волості не мав.
|    | назва                  | центр            | містечка (17)           |
| -- | ---------------------- | ---------------- | ----------------------- |
|    |                        | м. Житомир       |                         |
| 1  | Андрушівська волость   | м. Андрушівка    | Андрушівка              |
| 2  | Барашівська волость    | с. Бараші        |                         |
| 3  | Бежівська волость      | с. Бежів         |                         |
| 4  | Коднянська волость     | міст. Кодня      | Кодня                   |
| 5  | Котелянська волость    | міст. Котельня   | Івниця, Котельня, Ліщин |
| 6  | Краснопільська волость | міст. Краснопіль | Краснопіль              |
| 7  | Красносільська волость | с. Красносілка   |                         |
| 8  | Кутузівська волость    | міст. Кутузово   | Кутузово                |
| 9  | Левківська волость     | міст. Левків     | Левків                  |
| 10 | Мотовилівська волость  | с. Мотовилівка   |                         |
| 11 | Озадівська волость     | с. Озадівка      | Райгородок              |
| 12 | Пулинська волость      | міст. Пулини     | Пулини                  |
| 13 | П'ятківська волость    | міст. П'ятка     | П'ятка                  |
| 14 | Солотвинська волость   | с. Солотвин      | Червона                 |
| 15 | Троянівська волость    | міст. Троянів    | Троянів                 |
| 16 | Ушомирська волость     | міст. Ушомир     | Ушомир                  |
| 17 | Фасівська волость      | с. Фасова        |                         |
| 18 | Черняхівська волость   | міст. Черняхів   | Черняхів                |
| 19 | Чуднівська волость     | міст. Чуднів     | Чуднів                  |
| 20 | Янушпільська волость   | міст. Янушпіль   | Янушпіль                |

- місту Житомир було підпорядковано наступні передмістя або поселення: передмістя Закам'янка, Кам'янка, Каракулі, Кривий Брід, Мальованка, Павликівка, Путятинка, Рогатки, Смоківка за Київською заставою, 1-а Смолянка, 2-а Смолянка, слободи Нижня Російська та Російська та табір при м. Житомир, хутори Айзика, Виговського, Врангелівка, Головачівка, Жникрути, Киналевського, Нова Рудня, Сидоренка «Смоківка», Стара Рудня, Упирівка, Хаботина «Смоківка», Якимів.

## Повіт після 1921 року
1921 року було утворено нові повіти — Коростенський та Полонський, внаслідок чого від Житомирського повіту відійшло 6 волостей — Краснопільська, Красносільська, Мотовилівська та Чуднівська — до Полонського повіту, Барашівська та Ушомирська — до Коростенського повіту.